# Herbert Bankole-Bright
Herbert Christian Bankole-Bright (Okrika, Nigèria, 23 d'agost de 1883 - 14 de desembre de 1958) fou un polític de Sierra Leone. Herbert Bankole-Bright era fill de Jacob "Galba" i Letitia Bright, descendent de lliberts de Sierra Leone. El seu avi patern, John Bright, fou un esclau que havia estat alliberat en un vaixell esclavista amb la seva mare el 1823.
Bright va estudiar medicina a la Universitat d'Edimburg abans de practicar-la a Freetown. A Edimburg, Bright va exercir un activisme polític i va estar involucrat en debats estudiantils. El 1918, Bright va crear el diari Aurora newspaper, que fou editat fins al 1925. El 1920 fou membre fundador del National Congress of British West Africa i el 1925 va inspirar la formació liderada per Ladipo Solanke, West African Studen's Union, de la que va esdevenir membre fundador. Aquest any va esdevenir un dels tres primers membres elegits del Legislative Council of Sierra Leone. Juntament amb Ernest Beoku-Betts va fer campanyes a favor d'un augment del sufragi i contra el racisme, tot i que no van tenir èxit. El 1939, després d'una baralla amb I.T.A. Wallace-Johnson, Bright va donar suport a mesures del govern per a limitar les Lligues Juvenils de Johnson. Això feu alienar de la política a molts dels seguidors de Johnson, que es va retirar temporalment de la política. Als anys 40 del segle xx, Bright va fundar el National Council of Sierra Leone, partit que es va convertir en el principal de l'oposició a les eleccions generals de Sierra Leone del 1951. A les eleccions del 1957, aquest partit va perdre tots els seus escons després d'intentar obstruir totes les activitats del govern. El professor Akintola J.G. Wyse va escriure una biografia de H. C. Bankole-Bright.